# کریس آبل
کریس آبل (انگلیسی: Chris Abell؛ زادهٔ ۱۱ نوامبر ۱۹۵۷) یک شیمی‌دان اهل بریتانیا است. 